# LE-712
La carretera comarcal LE-712 es una vía de la "Red complementaria preferente de Castilla y León" de titularidad autonómica, que transcurre en su totalidad por la comarca de El Bierzo, uniendo Cacabelos con Vega de Espinareda.

## Recorrido
Parte desde Cacabelos hacia el noreste, pasando por las localidades de Arganza, San Miguel de Arganza y San Juan de la Mata hasta unirse con la LE-711 antes de Ocero, llegando finalmente a Vega de Espinareda.